# Битва при Трутнове
Битва при Трутнове (нем. Schlacht bei Trautenau) — сражение во время австро-прусской войны, произошедшее 27 июня 1866 года близ Траутенау (совр. Трутнов). Это было единственное сражение войны, закончившееся победой австрийских войск.
2-й прусской армии, вторгшейся в Богемию, пришлось разделиться, чтобы преодолеть трудные перевалы гор Крконоше. Выйдя на богемскую сторону, они встретили австрийские войска. Под Находом австрийцы были разбиты, но в тот же день, когда 1-й корпус Адольфа фон Бонина сошёл с перевалов, он был застигнут на открытом месте на дороге через Траутенау к Пильникову, где он надеялся соединиться с 1-й армией.
Авангард Бонина расчистил перевалы поздним утром и вошел в Траутенау в 10:00. Австрийский X корпус под командованием Людвига фон Габленца разбил лагерь в 8:00 и двинулся к Траутенау, чтобы остановить продвижение Бонина. Австрийские войска прибывали по частям. Бригада Монделя, которая начала марш раньше основной части корпуса, в 7:45 заняла позиции на высотах позади Траутенау.
Авангард пруссаков был атакован австрийскими егерями, когда он отдыхал на городской площади. Мондель, которому было приказано избегать общего боя до тех пор, пока не соберется весь корпус, отвел свои войска на высоты. Арьергарду Монделя удалось задержать пруссаков до полудня. К 12:00 1-я дивизия корпуса Бонина отогнала Монделя и продвинулась к городу Ной-Рогниц (Новый Рокитник), его 2-я дивизия заняла высоты и вела разведку в направлении города Альт-Рогниц (Старый Рокитник). Это дало пруссакам время для переброски войск и орудий на господствующие высоты.
Когда начали прибывать австрийские бригады, Габленц приказал второй бригаде Вимпффена пройти через позиции Монделя и взять Йоханнесбург, а третьей бригаде Гривичича предстояло охватить прусский левый фланг и штурмовать Хопфенберг. Чтобы подготовить атаку, Габленц приказал большой батарее из 40 орудий открыть огонь по удерживаемым пруссаками высотам.
После такого сильного обстрела Бонин запаниковал и начал отступать к перевалам. Прежде чем это отступление было предпринято, австрийцы атаковали массированно пополубатальонно. Австрийские атаки Гривичича и Вимпффена были не скоординированы и остановились под огнем пруссаков, вооруженных игольчатым ружьём Дрейзе. Таким образом, четырем прусским батальонам арьергарда удалось задержать австрийские бригады.
Около 17:00 Кнебель, командир четвёртой бригады, проигнорировал приказ оставаться в резерве и прибыл на помощь бригадам Гривичича и Вимпффена. Вместе они атаковали и заняли высоты, отогнав арьергард Бонина и потеряв при этом 900 человек.
Несмотря на австрийскую победу, цена была высока. Австрийцы потеряли около 5000 человек против 1400 пруссаков. Хотя 1-й прусский корпус был отброшен, положение Габленца стало критическим. Слева от него прусский 5-й корпус Штейнмеца прорвался у Находа, а справа прусский гвардейский корпус приближался к Эйпелю (Упице), угрожая обоим его флангам. На следующий день Габленц попытался избежать окружения прусской гвардии, но ему пришлось пожертвовать большей частью бригады Гривичича, которая была почти уничтожена в Буркерсдорфе и Рудерсдорфе, чтобы обеспечить отступление.